# نيكول هاينز
نيكول هاينز هي منافسة ألعاب القوى كندية، ولدت في 18 سبتمبر 1974 في تورونتو في كندا.

## وصلات خارجية
- نيكول هاينز على موقع الاتحاد الدولي لألعاب القوى (الإنجليزية)
- نيكول هاينز على موقع الاتحاد الكندي لألعاب القوى (الإنجليزية)